# 海峡（福州）大熊猫研究交流中心
海峡（福州）大熊猫研究交流中心，俗称海峡（福州）熊猫世界，位于福建省福州市鼓楼区梦山路88号，为直属福州市建委的全民事业单位。

## 简介
1970年代末，毕业于福建省农学院畜牧兽医系的陈玉村调任福州动物园园长后，向中华人民共和国林业部提出申请驯养大熊猫，获得林业部批准。1977年，陈玉村首次从甘肃省引进2只大熊猫到福州动物园，1986年繁殖第一次成功。1992年，成立福州大熊猫研究中心，陈玉村任主任。为响应中央对海西建设先行先试的号召，为海峡两岸携手保护野生动物、关爱大熊猫、和谐大自然作出新贡献，根据港区全国政协委员林铭森的提案，经国务院台湾事务办公室、国家林业局批准，2011年5月29日该中心更名为海峡（福州）大熊猫研究交流中心。
1990年亚运会吉祥物“盼盼”的原型就是该中心饲养的大熊猫巴斯。2011年5月更名时，该中心正在饲养8只大熊猫（其中包括赠台大熊猫“圆圆”的母亲“雷雷”），25只小熊猫（浣熊科）以及13只与大熊猫分类地位研究有关的其他熊类。2014年6月6日，该中心赠送的3只自繁小熊猫“欢欢”、“美可”、“丫丫”入住台北市立动物园。